# كأس ويلز 1968–69
كأس ويلز 1968–69 (بالإنجليزية: 1968–69 Welsh Cup)‏ هو موسم من كأس ويلز. فاز فيه كارديف سيتي.